# Déjala morir
Déjala morir (Déjala morir, la niña Emilia) es una miniserie de televisión colombiana producida por Pilas Colombia para el canal regional Telecaribe. Está inspirada en la vida de Emilia Herrera, "La niña Emilia", cantante y compositora de bullerengue. Dirigida por Alessandro Basile y Ramsés Ramos, con historia de Andrés Salgado y guion de Andrés Salgado, Rafael K´rdenas, Carlos García y Yurieth Romero
Esta protagonizada por Aída Bossa.

## Sinopsis
Emilia Herrera (Aída Bossa), nacida en Evitar, Mahates (Bolívar), es una mujer que ha tenido que superar las dificultades que le ha presentado la vida desde pequeña. En su empeño de salir adelante se dedica al canto  y composición de bullerengue, alternando con otras actividades como vendedora de dulces y adivina. Es descubierta y promocionada por Wadi Bedrán, quien la escucha cantar en un velorio junto con su prima Irene, y la invita a hacer canciones comerciales; junto con la agrupación Los Soneros de Gamero se convierte en toda una celebridad.

## Elenco

### Principal
- Aída Bossa como Emilia Herrera
- Nelly Herrera (Actuación Especial)
- Ramsés Ramos como Francisco Herrera
- Delly Delanois como Irene Martínez
- Antonio Jiménez como Pedro Echenique
- Carlos Vergara Montiel como Concepción
- Ramiro Meneses como Dairo
- Orlando Lamboglia como Sammy Merchán
- Estefanía Borge como Mirta
- Ismael Barrios como Lucho Dávila
- Arnold Cantillo como Emilton

### Secundario
- Alfredo Gutiérrez como Él Mismo
- Salvo Basile como Periodista de la RAI
- Henry “Mamba” Auraad como Dago
- Jose Luis García como Manuel
- Rafael Zequeira como Juez
- Zarys Falcón como Juana García
- Cirle Tatis como Marelvis
- Diana Caicedo como Gavina
- Héctor “Pelayo” Durango como Coroncoro Salcedo
- John Jairo Narváez como Nadín
- Diana Banquez como Nelly
- Ramiro Meneses como Francisco Herrera
- Luis Fernando Gil como Reynaldo
- Eparquio Vega como Don Chelo
- Magín Díaz como Sexteto Gamerano

## Producción
Andrés Salgado presenta a Alessandro Basile la historia que estaba desarrollando de “La niña Emilia”, inspirada en la vida y trayectoria de la cantante, con el fin de no dejar un personaje tan importante en el olvido. Juan Manuel Buelvas, director del canal de televisión Telecaribe, dio el visto bueno a la producción.
La serie fue grabada en Mahates, Evitar y Gamero, y el guion fue realizado con cierta libertad en expresiones y modismos de la región Caribe colombiana por su transmisión en el canal regional. La estructura de la serie tiene tres niveles de relato: dramatización, documental de la producción y testimonios de Nelly Herrera; todo esto acompañado de animaciones, gráficos y voz en off en una narración no lineal.

## Premios y nominaciones
| Año  | Premio                 | Categoría                                   | Nominados                                                      | Resultado | Ref.        |
| ---- | ---------------------- | ------------------------------------------- | -------------------------------------------------------------- | --------- | ----------- |
| 2017 | Premios TVyNovelas     | Serie Favorita                              | Serie Favorita                                                 | Nominada  |             |
| 2017 | Premios TVyNovelas     | Protagonista Femenina Favorita de Serie     | Aída Bossa                                                     | Nominada  |             |
| 2018 | Premios India Catalina | Mejor telenovela o serie                    | Mejor telenovela o serie                                       | Ganadora  | [ 3 ] [ 4 ] |
| 2018 | Premios India Catalina | Mejor dirección                             | Alessandro Basile                                              | Ganador   | [ 3 ] [ 4 ] |
| 2018 | Premios India Catalina | Mejor actriz protagónica                    | Aída Bossa                                                     | Ganadora  | [ 3 ] [ 4 ] |
| 2018 | Premios India Catalina | Mejor actor antagónico                      | Orlando Lamboglia                                              | Ganador   | [ 3 ] [ 4 ] |
| 2018 | Premios India Catalina | Mejor actriz de reparto                     | Estefanía Borge                                                | Ganadora  | [ 3 ] [ 4 ] |
| 2018 | Premios India Catalina | Mejor actor de reparto                      | Ramsés Ramos                                                   | Ganador   | [ 3 ] [ 4 ] |
| 2018 | Premios India Catalina | Mejor libreto (original o adaptación)       | Andrés Salgado, Rafael K'rdenas, Carlos García, Yurieth Romero | Ganadores | [ 3 ] [ 4 ] |
| 2018 | Premios India Catalina | Mejor banda sonora                          | Óliver Camargo, Orlando Donado, José Carlos María              | Ganadores | [ 3 ] [ 4 ] |
| 2018 | Premios India Catalina | Mejor edición                               | Andrés Valencia                                                | Ganador   | [ 3 ] [ 4 ] |
| 2018 | Premios India Catalina | Mejor arte                                  | Carlos Ríos                                                    | Ganador   | [ 3 ] [ 4 ] |
| 2018 | Premios India Catalina | Mejor fotografía                            | Rubén Fernández                                                | Ganador   | [ 3 ] [ 4 ] |
| 2018 | Premios India Catalina | Mejor fotógrafo (categoría especial)        | Rubén Fernández                                                | Ganador   | [ 3 ] [ 4 ] |
| 2018 | Premios India Catalina | Mejor talento infantil (categoría especial) | Eder Berrío                                                    | Ganador   | [ 3 ] [ 4 ] |
| 2018 | Premios India Catalina | Producción favorita del público             | Producción favorita del público                                | Nominada  | [ 3 ] [ 4 ] |
| 2018 | Premios India Catalina | Talento favorito del público                | Aída Bossa                                                     | Nominada  | [ 3 ] [ 4 ] |